# Psihologija životinja

## Pristup proučavanju psihe životinja
Na Zapadu postoje psiholozi i psihijatri koji se bave proučavanjem psihičkih i kognitivnih sposobnosti kod životinja. Zadnjih godina potvrđeno je da se ne može smatrati da životinje imaju iste ili slične psihičke funkcije kao ljudi, a pripisivanje ljudskih osobina životinjama naziva se antropomorfizam. 
Područje psihologije koje se danas smatra zastarjelim, jer se životinje sve manje ispituje u laboratorijima i laboratorijskim uvjetima naziva se zoopsihologija. S druge strane, trenutno je popularno područje komparativne psihologije koje se bavi proučavanjem ponašanja i mentalnih procesa životinja, a koji su od značaja za proučavanje i shvaćanje razvoja ljudskog uma kroz filogenezu, adaptivno ponašanje i razvojne funkcije. 

### Etologija
Interdisciplinarna znanost koja proučava životinje u prirodnoj sredini i ispituje genetske i utjecaje okoline okoline na ponašanje životinja.